# Presidente de Mauricio
El presidente de Mauricio es el jefe de Estado de Mauricio y de todas sus dependencias. También es Comandante en jefe. Es el cargo de más alto rango y es el funcionario público mejor pagado; sin embargo, el actual encargado del poder ejecutivo es el primer ministro.
El presidente es elegido por la Asamblea Nacional por un período de cinco años. Es un cargo fundamentalmente ceremonial que fue creado en 1992 después de que Mauricio fuera declarada una república. Reemplazó el antiguo rol de los Gobernadores generales, representante del monarca.

## Juramento
La persona elegida para el cargo de Presidente o Vicepresidente o quien asume las funciones de cualquiera de estos cargos debe, antes de asumir sus funcionar, tomar y suscribir el juramento apropiado.

## Salario
El presupuesto nacional de Mauricio ha establecido para el cargo de Presidente Rs 30 millones por 6 meses, los cuales serán incrementados a Rs 90 millones en 2010. Toma en cuenta a todos los trabajadores y empleados al servicio del presidente. La cantidad actual de personal trabajando para el presidente ha sido declarado como 99 en el presupuesto.
| Periodo   | Salario anual           | Salario mensual      | Indemnizaciones | Presupuesto de la Oficina del Presidente |
| --------- | ----------------------- | -------------------- | --------------- | ---------------------------------------- |
| 2003      | Rs 1,406,148 ($47,000)  | Rs 117,179 ($ 3,900) | Rs 250,800      | Rs 17 millones                           |
| 2004      | Rs 1,506,000 ($50,200)  | Rs 125,250 ($4,200)  | Rs 250,800      | Rs 25 millones                           |
| 2005      | Rs 1,554,000 ($51,800)  | Rs 129,500 ($ 4,300) | Rs 300,000      | Rs 30 millones                           |
| 2007      | Rs 2,520,000 ($84,000)  | Rs 210,000 ($7,000)  | Rs 300,000      | Rs 37 millones                           |
| 2008-2009 | Rs 2,580,000 ($ 86,000) | Rs 215,000 ($ 7,167) | Rs 450,000      | Rs 90 millones ($3 millones)             |
| 2010      | Rs 2,977,000 ($ 99,234) | Rs 229,000 ($ 7,689) | Rs 500,000      | Rs 100 millones ($3.5 millones)          |

## Lista de presidentes
| N.º | Nombre                                 | Imagen | Inicio de mandato       | Fin de mandato          | Partido político                |
| --- | -------------------------------------- | ------ | ----------------------- | ----------------------- | ------------------------------- |
| 1.  | Veerasamy Ringadoo                     |        | 12 de marzo de 1992     | 30 de junio de 1992     | Partido Laborista de Mauricio   |
| 2.  | Cassam Uteem                           |        | 30 de junio de 1992     | 15 de febrero de 2002   | Movimiento Militante Mauriciano |
|     | Angidi Chettiar (en funciones)         |        | 15 de febrero de 2002   | 18 de febrero de 2002   | Partido Laborista de Mauricio   |
|     | Ariranga Pillay (en funciones)         |        | 18 de febrero de 2002   | 25 de febrero de 2002   | Independiente                   |
| 3.  | Karl Offmann                           |        | 25 de febrero de 2002   | 1 de octubre de 2003    | Movimiento Socialista Militante |
|     | Raouf Bundhun (en funciones)           |        | 1 de octubre de 2003    | 7 de octubre de 2003    | Movimiento Socialista Militante |
| 4.  | Sir Anerood Jugnauth                   |        | 7 de octubre de 2003    | 31 de marzo de 2012     | Movimiento Socialista Militante |
|     | Monique Ohsan Bellepeau (en funciones) |        | 31 de marzo de 2012     | 21 de julio de 2012     | Partido Laborista de Mauricio   |
| 5.  | Kailash Purryag                        |        | 21 de julio de 2012     | 29 de mayo de 2015      | Partido Laborista de Mauricio   |
|     | Monique Ohsan Bellepeau (en funciones) |        | 29 de mayo de 2015      | 5 de junio de 2015      | Partido Laborista de Mauricio   |
| 6.  | Ameenah Gurib                          |        | 5 de junio de 2015      | 23 de marzo de 2018     | Independiente                   |
|     | Barlen Vyapoory (en funciones)         |        | 23 de marzo de 2018     | 26 de noviembre de 2019 | Movimiento Socialista Militante |
|     | Eddy Balancy (en funciones)            |        | 26 de noviembre de 2019 | 2 de diciembre de 2019  | Independiente                   |
| 7.  | Prithvirajsing Roopun                  |        | 2 de diciembre de 2019  | 6 de diciembre de 2024  | Movimiento Socialista Militante |
| 8.  | Dharam Gokhool                         |        | 6 de diciembre de 2024  | Presente                | Partido Laborista de Mauricio   |